# Día de la Clase Obrera Gallega
El Día de la Clase Obrera Gallega (en gallego: Día da Clase Obreira Galega) es una conmemoración anual no festiva celebrada cada 10 de marzo para recordar la muerte de dos trabajadores gallegos a manos de la policía en Ferrol.
Su origen está en el 10 de marzo de 1972, cuando la policía franquista disparó contra una protesta sindical en los astilleros ferrolanos de la Empresa Nacional Bazán, donde murieron dos trabajadores de la factoría, Amador Rey y Daniel Niebla, y resultaron heridos alrededor de medio centenar de manifestantes. Desde aquel año, la fecha es homenajeada por las diferentes organizaciones sindicales de Galicia, reclamando mejoras sociales y laborales.

## Historia
El 7 de marzo de 1972 el Sindicato Vertical firmó en Madrid un convenio interprovincial que no reconocía las reclamaciones de los trabajadores de Bazán en Ferrol de disponer de un convenio propio. Las factorías de Cartagena y Cádiz estaban controladas por el Sindicato Vertical, mientras que la de Ferrol lo era por Comisiones Obreras (CC. OO.). El 8 de marzo, en asamblea, los obreros ferrolanos de Bazán rechazaron el acuerdo, y acordaron una nueva asamblea de trabajadores para el día 9.
La empresa respondió despidiendo a José María Riobó, Manuel Amor Deus, José Díaz Montero, Ramiro Romero, José Miguel Rey y Alfonso Couce, todos ellos sindicalistas de Comisiones Obreras, y prohibiéndoles el acceso a la factoría. Ramiro Romero fue agredido por los guardias de seguridad en la entrada del astillero al negarse a firmar la notificación de sanción. La situación genera enfrentamientos entre obreros y guardias. Al saberse lo acontecido, el paro fue total. A las nueve y media de la mañana, unos cinco mil trabajadores se concentraron para exigir la anulación de los despidos y sanciones a los guardias. El director habló con los empleados sin llegar a soluciones. Los trabajadores acordaron mantenerse concentrados hasta que se atendieran sus peticiones. A las tres de la tarde, la dirección de la empresa amenazó con un desalojo policial. Frente a la negativa de los obreros, a las cinco de la tarde cargó la policía, cerrando la factoría. Los enfrentamientos continuaron en la ciudad, y se escucharon los primeros disparos de la policía.
El día 10 la prensa informó de lo sucedido, del cierre de la empresa, las cargas policiales y los disparos contra los obreros del astillero. A las siete y media de la mañana se congregaron unos cuatro mil trabajadores frente a las puertas cerradas de Bazán. Decidieron marchar en manifestación hasta el polígono de Caranza, entonces un barrio nuevo en construcción y, allí, se unieron a los trabajadores de ASTANO. Al paso de los huelguistas, en la carretera de Castilla con la Avenida de las Pías, la policía cargó contra ellos, siendo respondidos con el lanzamiento de piedras. La policía abrió entonces fuego. Dos obreros murieron y medio centenar resultaron heridos. La policía tuvo que retirarse al cuartel, donde tuvieron que defenderse de varios intentos de asalto. Los heridos no acudieron al hospital por miedo a ser detenidos. Al saberse lo que estaba ocurriendo, las empresas de la zona comenzaron a echar el cierre en solidaridad. El gobierno cortó las comunicaciones telefónicas y por tierra de la ciudad, y un buque de la Armada se situó frente al Puente de las Pías. Representantes de los trabajadores se entrevistaron con el capitán de la Zona Marítima del Cantábrico para evitar una intervención militar. El ejército permaneció acuartelado y Ferrol es tomado por la Guardia Civil y la Policía Armada con efectivos de León y Valladolid. El paro fue total hasta el 20 de marzo, cuando volvió a abrir Bazán. La noticia tuvo alcance mundial, y apareció en las portadas de The Guardian, Le Monde y The New York Times.
El balance fue de dos huelguistas fallecidos, dieciséis heridos de bala y decenas por otras lesiones, ciento sesenta despedidos, ciento un detenidos, sesenta encarcelados y cincuenta y cuatro multados con entre cincuenta mil y doscientas cincuenta mil pesetas. Solo se conoce una imagen del suceso: una fotografía donde se ve a los obreros caminando por la carretera de Castilla a la altura del barrio de Recimil, unos minutos antes de los hechos. Lo sucedido el 10 de marzo de 1972 nunca fue llevado a los juzgados, y nadie respondió por las dos muertes ni por los heridos.

## Legado

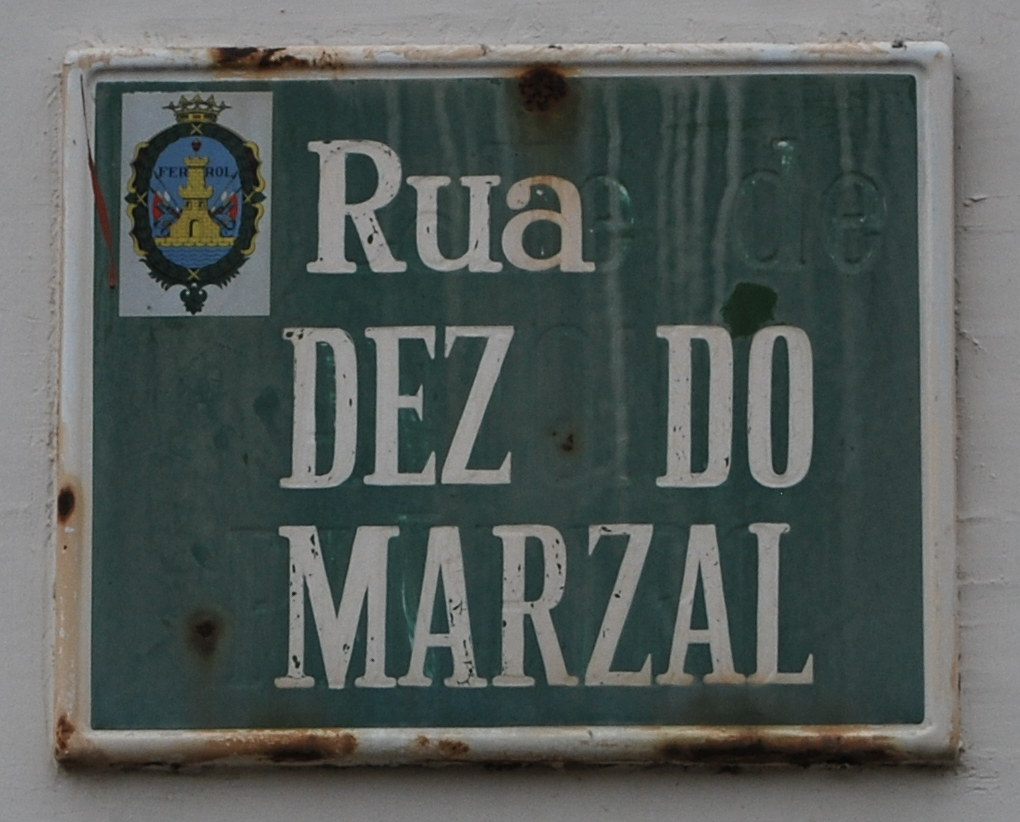
Calle Dez do Marzal, Ferrol.

La calle, en Recimil frente a la Avenida das Pías donde tuvieron lugar los hechos, fue nombrada Dez do Marzal («del Diez de Marzo») en 1981. Hasta la construcción del monumento a los muertos y heridos, todos los años se hacía una ofrenda floral en el pequeño campo que había entre Recimil y la Avenida de las Pías, en el lugar donde cayeron muertos los trabajadores.
En el año 1997 el Parlamento de Galicia aprobó por unanimidad una declaración institucional donde hacía constar el especial significado del 10 de marzo, celebrado por las principales organizaciones sindicales de la comunidad autónoma como el Día de la Clase Obrera Gallega, especialmente por Comisiones Obreras, pues fue el sindicato que pidió la declaración. La conmemoración del suceso adquirió rango oficial en 2006.
En el año 2018 el videógrafo Ángel García y la periodista Marta Corral presentaron un documental titulado ¡Esto se cae!, haciendo alusión al grito de guerra que se escuchaba en los años 1970 en las calles de Ferrol. La película recoge los testimonios de las Mulleres do 72, luchadoras del movimiento obrero en busca de la democracia, haciendo un reconocimiento con nombres y apellidos más un ejercicio de memoria y de justicia histórica.